# Washington Allston
Washington Allston (født 5. november 1779 i Georgetown, South Carolina, død 9. juli 1843 i Cambridge, Massachusetts) var en amerikansk maler og digter.
Efter at have forsøgt sig i malerkunsten i sit fædreland tog han for sin kunstneriske udviklings skyld til London, opholdt sig derpå i længere tid i Frankrig og Italien (blev her ven med Bertel Thorvaldsen), var en kortere tid hjemme, så atter i Europa og vendte igen 1818 tilbage til sin hjemstavn. Allston slog først ret igennem med sit Elisa opvækker en Død (1811), der skaffede ham British Institution’s første pris. Allston ynder fortrinsvis gammeltestamentlige emner (Jakob’s Drøm, Jeremias (Yale College i New Haven), Elias i Ørkenen, Samuel’s Skygge m.fl.) og vælger ofte motiver af uhyggelig, gruopvækkende karakter (Heksen i Endor). Hans højtstræbende kunst, der beundredes af hans landsmænd, manglede dog et tilstrækkelig sikkert teknisk grundlag. Af hans portrætter kom Benjamin Wests til Boston Athenæum, Samuel Taylor Coleridges (1814) til National Portrait Gallery i London. Allston har tillige optrådt med held som forfatter (om kunst; hans skrifter i den retning udkom i to bind 1850) og digter.